# Ferenc Molnár

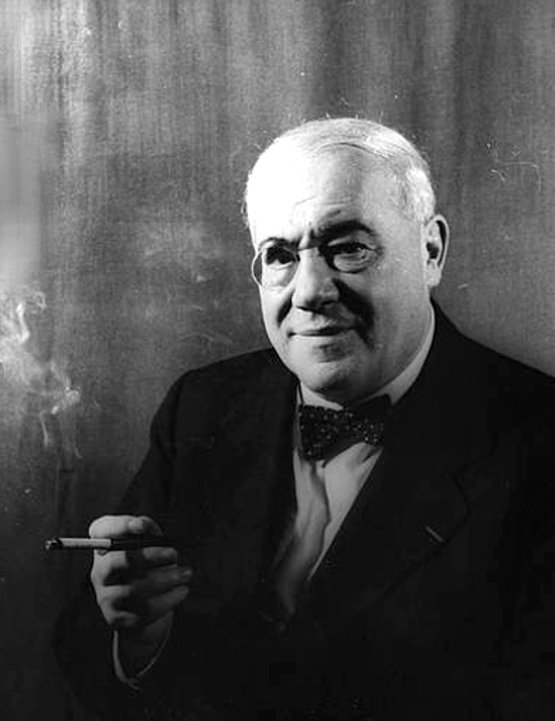
F. Molnár fotografiado por Carl Van Vechten,

Ferenc Molnár (seudónimo de Ferenc Neumann; Budapest, Hungría, 12 de enero de 1878-Nueva York, Estados Unidos, 1 de abril de 1952) fue un periodista, corresponsal de guerra, dramaturgo y novelista húngaro.

## Biografía
Nació en una familia judía de la capital húngara. Sus padres fueron el médico Mór Neumann (1848-1907) y Josefa Wallfisch. Comenzó a trabajar como periodista mientras estudiaba derecho en Budapest y posteriormente en Ginebra. Adoptó el seudónimo «Molnár» ('molinero', en húngaro) en referencia a un personaje de una de sus primeras obras.
A principios de la Segunda Guerra Mundial, por ser judío, tuvo que exiliarse en los Estados Unidos, país en el que residió hasta su muerte en 1952. Fue enterrado en el cementerio de la Unidad Metodista de Linden Hill, en Ridgewood, Nueva York.

## Literatura
Su novela más conocida es A Pál utcai fiúk (Los muchachos de la calle Pál), publicada en la revista para jóvenes Tanulók Lapja en 1906 y como libro en 1907, que se convirtió en un clásico de la literatura juvenil. En ella se cuentan las peleas entre dos pandillas de niños en las calles de Budapest a principios del siglo XX. La novela es un clásico de la literatura juvenil, muy apreciado en Hungría. También ha sido adaptada en el cine en varias ocasiones. La más destacada fue una coproducción húngara-estadounidense de 1967.

## Teatro

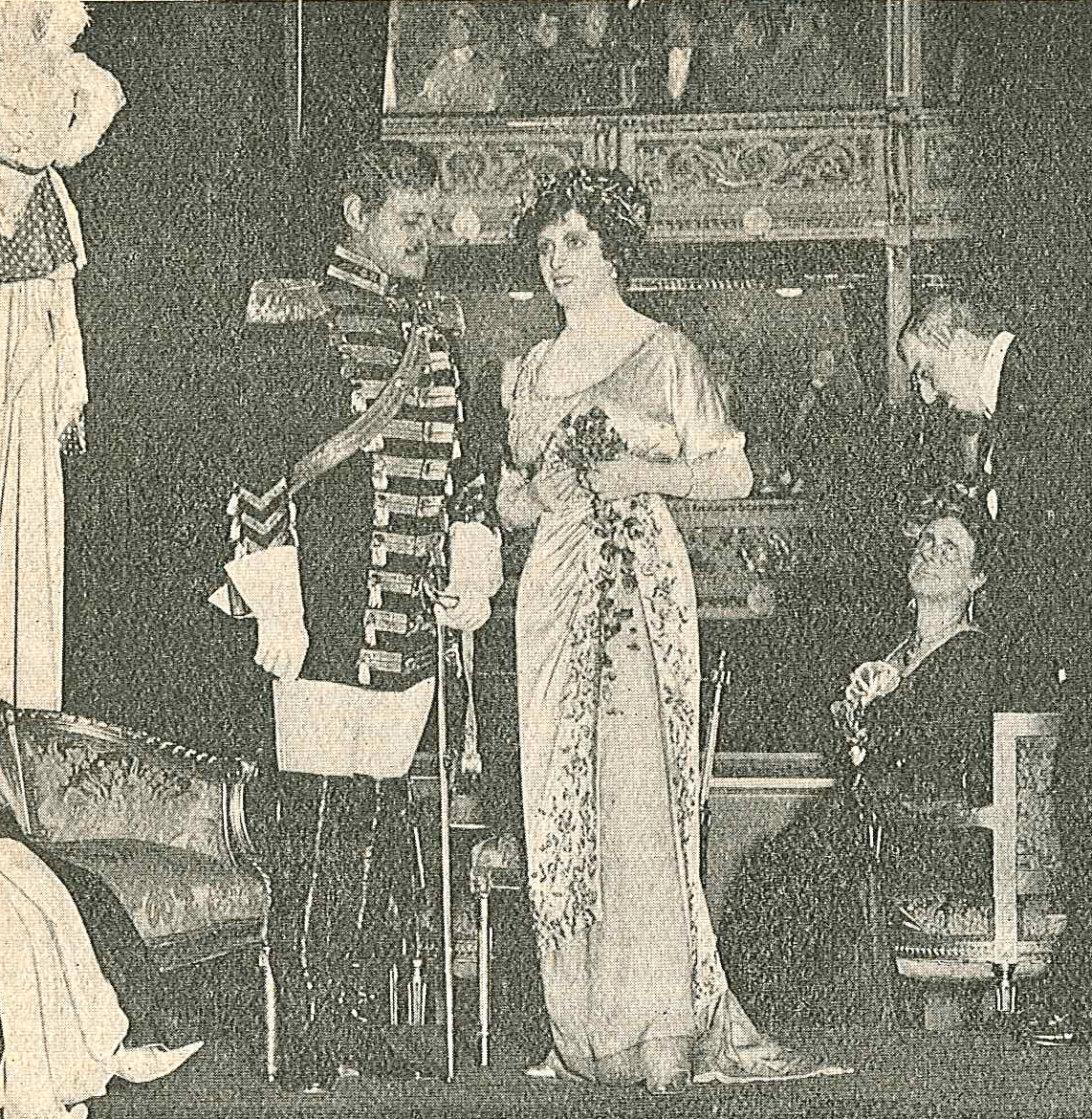
Foto de una representación de 1910 de El guardia (Gardesofficeren) en el Teatro Sueco (Svenska teatern) de Estocolmo: Gunnar Wingård (1878-1912) y Pauline Brunius en una escena del acto II

Escribió unas cuarenta obras de teatro. Las más populares son:
- Liliom (Lirio, 1909), posteriormente adaptada en el musical Carousel (1945), de Rodgers y Hammerstein;
- A testőr (El guardia, 1910), llevada al cine en 1925, 1931 y 1941;
- A hattyú (El cisne, 1920), que fue adaptada en tres ocasiones —la versión de 1956 fue la última película de la actriz Grace Kelly, que dejó su carrera cinematográfica ese mismo año—;
- Egy, kettő, három (Un, dos, tres, 1929); en 1961, Billy Wilder y I.A.L. Diamond escribieron, a partir de esta obra de un solo acto, el guion de la película Uno, dos, tres, protagonizada por James Cagney.

Otras obras teatrales de Molnár también han sido adaptadas, o readaptadas, en otros idiomas.